# 1 Brygada Karabinów Maszynowych (ZSRR)
1 Brygada Karabinów Maszynowych (ros. 1-я мотострелково-пулемётная бригада) – związek taktyczny piechoty Armii Czerwonej.
Brygada wzięła udział w kampanii wrześniowej w składzie 25 Korpusu Pancernego.

## Struktura organizacyjna
W 1939
- 172 batalion karabinów maszynowych
- 174 batalion karabinów maszynowych
- 177 batalion karabinów maszynowych
- 355 dywizjon artylerii
- 5 dywizjon przeciwpancerny
- 219 kompania rozpoznawcza

## Dowódcy brygady
- mjr Piotr Jesin (był w 1939)[2]